# Vespasian

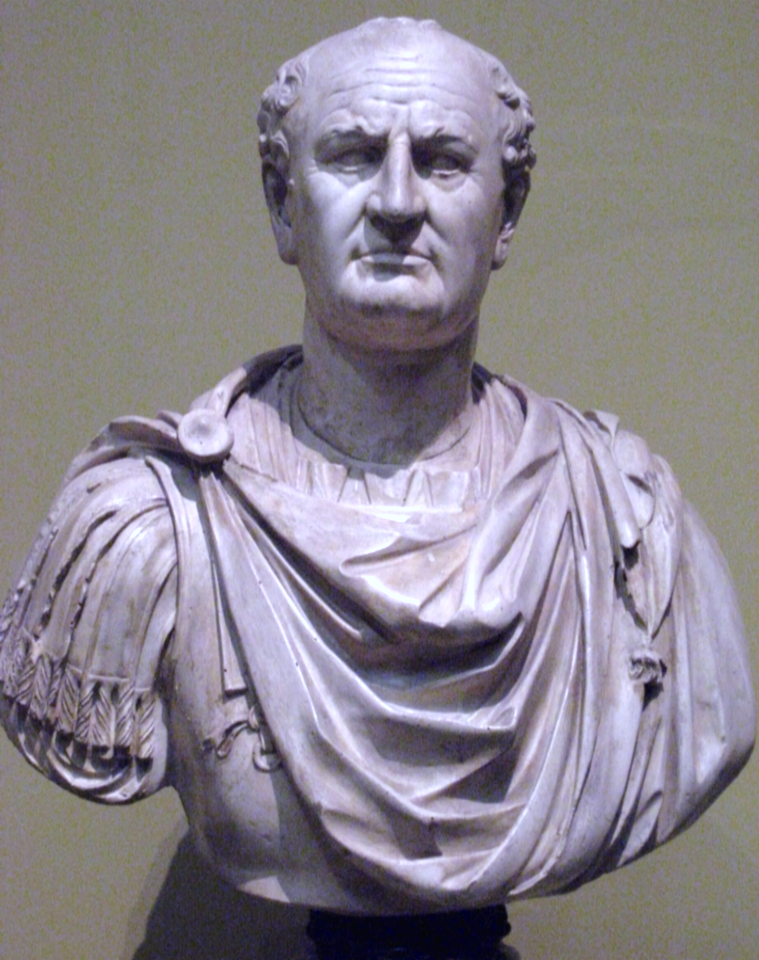
Vespasian, bust expus în muzeul Pușkin, copie după un original de la Louvre

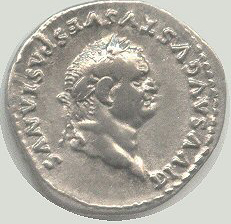
Monedă cu efigia lui Vespasian

Vespasian, cunoscut și ca Caesar Vespasianus Augustus sau Titus Flavius Vespasianus (n. 17 noiembrie 9 E.N., Falacrine⁠(d), Lazio, Imperiul Roman – d. 23 iunie 79 E.N., Aquae Cutiliae⁠(d), Lazio, Imperiul Roman), a fost împărat roman din decembrie 69 (Anul celor patru împărați) până în iunie 79. Fondator al Dinastiei Flaviilor, el a fost încoronat într-o perioadă de instabilitate politică (război civil) și criză economică lăsate de Nero la moartea sa.

## Date biografice
Fiul unui modest funcționar de vamă, Vespasian a urmat o carieră militară care-l poartă în Germania Superioară, Britania, Africa. În 67 este însărcinat de Nero cu reprimarea răscoalei antiromane a iudeilor (Primul război evreo-roman, sau Marea Revoltă a Evreilor, 66-67, în ebraică :  המרד הגדול  ha-Mered Ha-Gadol, una din cele trei revolte majore ale evreilor din Provincia Iudeea împotriva Imperiului Roman).
Proclamat împărat la Alexandria, la 1 iulie 69 de legiunile din Orient, Vespasian este recunoscut în întregul Imperiu Roman după ocuparea Romei și moartea lui Vitellius (20 decembrie 69), întemeind o nouă dinastie, aceea a Flavilor (69-96). Personalitate energică, lucidă și modestă, Vespasian este preocupat de restabilirea liniștii și securității statului, grav afectate de războiul civil. A reorganizat finanțele și armata, a întărit frontiera Dunării inferioare, creând o flotă în Marea Neagră, a reconstituit Capitoliul și numeroase edificii din Roma distruse și a început construcția Colosseumului în anul 72, inaugurat de împăratul Titus la un an după moartea sa în anul 80. 
În august 70, fiul său Titus cucerește Ierusalimul și încheie în 72-73 războiul din Iudeea, care este reorganizată ca provincie de sine stătătoare.
Vespasian a dispus construirea la Roma a sute de latrine publice (vespasiene), pentru care a perceput taxe de folosire. A fost criticat de unii senatori că scoate bani din ceva murdar, la care Vespasian a replicat: „banii nu au miros” (în latină pecunia non olet).